# ملعب أنجي كازانوفا
ملعب أنجي كازانوفا هو ملعب كرة قدم يقع في أجاكسيو، كورسيكا، فرنسا، يتسع لـ 6000 متفرج.

## التاريخ
افتتح الملعب في 1961.